# Nandail
Nandail (en bengali : নান্দাইল) est une upazila du Bangladesh dans le district de Mymensingh. En 1991, on y dénombrait 328 847 habitants.